# Омалізумаб
Омалізумаб (англ. Omalizumab, лат. Omalizumabum) — синтетичний препарат, який є генно-інженерним моноклональним антитілом до імуноглобулінів Е, та застосовується підшкірно.

## Історія створення
Омалізумаб розроблений після тривалих досліджень, які розпочала у 1987 році американська біофармацевтична компанія «Tanox», та які мали на меті створення моноклональних антитіл проти імуноглобуліну Е. У процесі досліджень було виявлено два кандидати на схвалення до застосування: TNX-901, який пізніше отримав назву талізумаб та CGP51901. Подальші дослідження цих препаратів проводились також у лабораторії компанії «Ciba-Geigy» (яка пізніше стала частиною «Sandoz», яка сама пізніше увійшла до складу «Novartis») сумісно із американською компанією. У результаті подальших досліджень встановлено більшу ефективність препарату із кодовою назвою CGP51901, що підверджувалось подальшими клінічними дослідженнями який пізніше отримав назву «омалізумаб», і був затверджений FDA у 2003 році для лікування важкої бронхіальної астми. Натепер омалізумаб випускається компанією «Novartis» під торговою маркою «Ксолар».

## Фармакологічні властивості
Омалізумаб — синтетичний лікарський препарат, який є генно-інженерним рекомбінантним гуманізованим моноклональним антитілом до імуноглобулінів Е. Механізм дії препарату полягає у зв'язуванні із вільними молекулами імуноглобулінів Е, що призводить до блокування їх зв'язування із рецепторами на поверхні імунних клітин, а особливо із високоспецифічними рецепторами FcεRI на опасистих клітинах та базофілах, що призводить до зниження експресії цих рецепторів на клітинах, та, як наслідок, зниження продукції медіаторів запалення та зменшення вираженості самого запалення. Проте омалізумаб не діє на імуноглобулін Е, який уже зафіксований на імунних клітинах. Омалізумаб також сприяє зниженню кількості еозинофілів у периферичній крові та в слизовій оболонці дихальних шляхів, та знижує експресію і низькоспецифічних рецепторів до IgE, що призводить до зниження виділення й інших медіаторів запалення, які пов'язані з еозинофілами. Омалізумаб застосовується в лікуванні бронхіальної астми, що не контролюється введенням глюкокортикоїдних гормонів, як у дорослих, так і дітей. Омалізумаб також застосовується для лікування хронічної кропив'янки, у тому числі при її важкій формі. При застосуванні омалізумаба побічні ефекти спостерігаються нечасто, та переважно є неважкими.

### Фармакокінетика
Омалізумаб відносно повільно розподіляється в організмі після ін'єкції, максимальна концентрація досягається протягом 7—8 діб після введення препарату. Біодоступність препарату після підшкірного введення становить 62 %. Згідно із клінічними дослідженнями, омалізумаб метаболізується у ретикулоендотеліальній системі. Точні шляхи виведення препарату з організму не встановлені, ймовірно він виділяється із жовчю. Період напіввиведення препарату з організму становить у середньому 26 діб, і цей час не змінюється при печінковій та нирковій недостатності.

## Показання до застосування
Омалізумаб застосовується при важкій або середньоважкій атопічній персистуючій бронхіальній астмі.

## Побічна дія
Омалізумаб переважно добре переноситься хворими, і при його застосуванні побічні ефекти спостерігаються нечасто. Найчастішими побічними явищами при застосуванні препарату є місцеві реакції після ін'єкції (припікання та свербіж шкіри, почервоніння шкіри, поява інфільтрату на шкірі); алергічні реакції у вигляді риніту, кропив'янки, набряку Квінке, сироваткової хвороби та анафілактичного шоку; у хворих із високим ризиком розвитку раку частіше, ніж у загальній популяції діагностувались злоякісні пухлини. При застосуванні омалізумабу частіше спостерігаються гельмінтози. Серед інших побічних ефектів препарату найчастішими є:
- З боку травної системи — нечасто діарея, нудота, диспепсія.
- З боку нервової системи — часто головний біль; нечасто запаморочення, сонливість, парестезії, втрата свідомості.
- З боку дихальної системи — нечасто кашель, бронхоспазм, фарингіт.
- З боку серцево-судинної системи — нечасто ортостатична гіпотензія, приливи крові.
- Зміни в лабораторних аналізах — рідко тромбоцитопенія.

## Протипоказання
Омалізумаб протипоказаний при застосуванні при підвищеній чутливості до препарату. Хоча омалізумаб проникає через плацентарний бар'єр та виділяється в грудне молоко, протипоказів щодо його застосування при вагітності та годуванні грудьми немає.

## Форми випуску
Омалізумаб випускається у вигляді ліофілізату для приготування розчину для ін'єкцій у флаконах по 75 та 1500 мг.